# Georgi Georgiew (zapaśnik)
Georgi Georgiew (bg. Георги Георгиев) – bułgarski zapaśnik walczący w stylu klasycznym. Brązowy medalista mistrzostw świata w 1974. Piąty na mistrzostwach Europy w 1977 roku.